# 一木清直
一木清直（日语：／ Ichiki Kiyonao，1892年10月16日—1942年8月21日），男，静冈县人，日本陆军大佐。1916年陆军士官学校毕业。1928年任步兵第五十联队中队长。曾作为中国驻屯军第1聯隊第3大队大队长挑起卢沟桥事变。1941年晋升大佐，任步兵第二十八聯隊長。1942年在瓜島戰役中的泰纳鲁河战役中戰敗切腹自殺。